# Johan Leysen
Pour les articles homonymes, voir Leysen.
Johan Leysen, né le 19 février 1950 à Hasselt et mort le 30 mars 2023 à Gand, est un acteur belge.

## Biographie
Johan Leysen, né en 1950, a commencé sa carrière en tant qu'acteur dans les théâtres belges et néerlandais. Il a joué dans plusieurs films et a rencontré Jean-Luc Godard en 1983, qui le choisit comme professeur dans son film Je vous salue, Marie.
Leysen a joué dans plus de 130 films (Patrice Chéreau, Raoul Ruiz, François Ozon, Claude d’Anna, André Delvaux et Gérard Corbiau…) et programmes de télévision depuis 1977 et a reçu plusieurs prix. En 1998, il a remporté le Veau d'or du meilleur acteur pour son rôle dans le film Felice… Felice…
Dans le film The American de 2010, il joue le rôle de Pavel, le meurtrier de George Clooney, et dans Le Tout nouveau Testament (2015), il joue le mari de Catherine Deneuve. Mais, il est toujours resté attaché au théâtre.
Sa collaboration avec des metteurs en scène tels que Guy Cassiers, Milo Rau, Johan Simons et Heiner Goebbels a fait de lui un acteur de référence sur les scènes européennes.
Il meurt à Gand le 30 mars 2023 à l'âge de 73 ans. Au moment de sa mort, il devait remonter sur la scène du théâtre de l'Atelier pour interpréter du Beckett.

## Filmographie

### Cinéma
- 1982 : Le Lit de Marion Hänsel : Bruno
- 1984 : Frontières (De grens) de Leon de Winter (en) : Hans Deitz
- 1985 : La Proie (nl) de Vivian Pieters (nl) : Mellema
- 1985 : Je vous salue, Marie de Jean-Luc Godard : le professeur
- 1985 : Parfait amour de Jean van de Velde : Daniel Brezinski
- 1987 : Macbeth de Claude d'Anna : Banco
- 1988 : Le Maître de musique de Gérard Corbiau : François Manssaux
- 1988 : L'Œuvre au noir d'André Delvaux : Rombaut
- 1991 : Eline Vere de Harry Kümel
- 1992 : Xangadix (De Johnsons) de Rudolf van den Berg
- 1992 : Daens de Stijn Coninx : Schmitt
- 1993 : Sur la Terre comme au ciel de Marion Hänsel : Hans
- 1993 : L'Ordre du jour de Michel Khleifi : Legin
- 1993 : Swing Kids de Thomas Carter : Herr Schumler
- 1993 : Hoffman's honger de Leon de Winter (en) : John
- 1993 : Trahir (ro) de Radu Mihaileanu : George Vlaicu
- 1994 : La Reine Margot de Patrice Chéreau : Maurevel
- 1995 : Coup de lune d'Alberto Simone (it) : Titto
- 1996 : Tykho Moon d'Enki Bilal : Anikst
- 1996 : True Blue de Ferdinand Fairfax (it) : Daniel Topolski
- 1996 : Un samedi sur la Terre de Diane Bertrand : Franck
- 1997 : Le Joueur de Károly Makk : De Grieux
- 1998 : Felice… Felice… de Peter Delpeut : Felice Beato
- 1998 : Train de vie de Radu Mihaileanu : Schmecht
- 1998 : L'Inconnu de Strasbourg de Valeria Sarmiento : Bastien
- 1998 : The Commissioner de George Sluizer : Horst Kramer
- 1999 : Nag la bombe de Jean-Louis Milesi : Simon
- 2000 : Faites comme si je n'étais pas là d'Olivier Jahan : René
- 2000 : Le roi danse de Gérard Corbiau : Cambert
- 2000 : Princesses de Sylvie Verheyde : le père
- 2000 : Le Pique-nique de Lulu Kreutz de Didier Martiny : Primo Ghirardi
- 2000 : Missing Link (nl) de Ger Poppelaars (nl) : Ed Oudeweetering
- 2001 : Lisa de Pierre Grimblat : Seyden
- 2001 : Le Pacte des loups de Christophe Gans : Antoine de Beauterne
- 2001 : Les Âmes fortes de Raoul Ruiz : Rampal
- 2002 : Tattoo de Robert Schwentke : Frank Schoubya
- 2002 : Les Proies (ru) de Paula van der Oest : le père
- 2002 : La Sirène rouge de Olivier Megaton : Travis
- 2003 : Le Coup de feu (Schussangst) de Dito Tsintsadze : Romberg
- 2003 : Grimm d'Alex van Warmerdam : le père
- 2005 : Miss Montigny de Miel Van Hoogenbemt : Antonio
- 2005 : Les Yeux des autres (Gli occhi dell’altro) de Gianpaolo Tescari : David
- 2005 : Een ander zijn geluk de Fien Troch : Francis
- 2006 : Le Lièvre de Vatanen de Marc Rivière : Peter
- 2007 : L'Été indien d'Alain Raoust  : René Kreuymerkers
- 2008 : Élève libre de Joachim Lafosse : Serge
- 2008 : Zomerhitte (en) de Monique van de Ven : Mummie
- 2009 : Sœur Sourire de Stijn Coninx : Père Jean
- 2010 : The American de Anton Corbijn : Pavel
- 2011 : Requiem pour une tueuse de Jérôme Le Gris : Van Kummant
- 2011 : Jeanne captive de Philippe Ramos : Chef des gardes
- 2013 : Photo de Carlos Saboga : Tom
- 2013 : Jeune et Jolie de François Ozon : Georges
- 2013 : Cadences obstinées de Fanny Ardant : Wladimir
- 2015 : Le Tout Nouveau Testament de Jaco Van Dormael : Le mari de Martine
- 2015 : Gluckauf de Remy van Heugten : Vester
- 2015 : La Volante de Christophe Ali et Nicolas Bonilauri : Eric
- 2016 : Louis-Ferdinand Céline d'Emmanuel Bourdieu : Thorvald Mikkelsen
- 2016 : Souvenir de Bavo Defurne : Tony Jones
- 2017 : Tueurs de François Troukens et Jean-François Hensgens : Jean Lemoine
- 2017 : Façades (nl) de Nathalie Basteyns et Kaat Beels : Jean
- 2018 : La Dernière Folie de Claire Darling de Julie Bertuccelli : Père Georges
- 2018 : Seule à mon mariage de Marta Bergman : père de Bruno
- 2019 : Une vie cachée de Terrence Malick : Ohlendorf
- 2022 : Pink Moon de Floor van der Meulen : Jan
- 2023 : Temps mort d'Ève Duchemin : le père de Bonnard

### Télévision
- 1982 : Les Enquêtes du commissaire Maigret (série télévisée) de Louis Grospierre, épisode Maigret et le Clochard : Jeff Van Houtte
- 1985 : Les Cinq Dernières Minutes (série télévisée), 1 épisode : le commissaire hollandais
- 1992 : Maigret (série télévisée), épisode Maigret et la nuit du carrefour d'Alain Tasma : Karl
- 1994 : Abus de confiance de Bernard Villiot : Hans Berger
- 1994 : La Rage au cœur (téléfilm) de Robin Davis : Franck
- 1995 : Je voudrais descendre de Jean-Daniel Verhaeghe : Luc
- 1995 : Jules et Jim (téléfilm) de Jeanne Labrune : Klaus
- 1996 : Les Steenfort, maîtres de l'orge de Jean-Daniel Verhaeghe : Servais Laurembert
- 1996 : Les Feux de la Saint-Jean de François Luciani : Friedrich
- 1997 : Madame le Consul (série télévisée), 1 épisode : John Bingleton
- 1999 : Le Destin des Steenfort (mini-série) de Jean-Daniel Verhaeghe : Servais Laurembert
- 2000 : B.R.I.G.A.D. (série télévisée), 1 épisode : Ralph Bunter
- 2000 : Piège en haute sphère de Aruna Villiers : Jacques Kruger
- 2001 - 2002 : De negen dagen van de gier (série télévisée) : l'inspecteur de police Martin Jonker
- 2002 : Tatort (série télévisée), 1 épisode : Axel König
- 2002 : L'Enfant des lumières de Daniel Vigne : Henri de Breyves
- 2003 : Retour à Locmaria de Williams Crépin : Van Brak
- 2003 : Les Thibault (mini-série) de Jean-Daniel Verhaeghe : Hirsch
- 2003 : De soie et de cendre de Jacques Otmezguine : Samuel Zamelsky
- 2004 : Boulevard du Palais (série télévisée), 1 épisode : Dauriac
- 2005 : Clara Sheller (série télévisée), saison 1 : Maxime
- 2006 : La Dérive des continents de Vincent Martorana : Jacques Marey
- 2008 : L'empereur du goût de Steph Wouters : Jacques Marchoul âgé
- 2010 : Un lieu incertain de Josée Dayan : Lucio
- 2011 : Goldman de Christophe Blanc : Alter Goldman
- 2012 : The Spiral (série télévisée) : Arturo
- 2012 : Engrenages (série télévisée), saison 4 : Maître Atalay
- 2014 : The Missing (série télévisée) de Tom Shankland (en) : Sieg
- 2015-2017 : Vechtershart (nl) (série télévisée) : John Roest
- 2018 : Ik Weet Wie Je Bent (nl) (série télévisée) : Herman Kasteel
- 2021 : Lockdown (série télévisée), saison 1, épisode 7 À plus jamais de Gilles Coulier : voix de John
- 2022 : Pandore (série télévisée)

## Théâtre
- 2009 : Philoctète de Jean-Pierre Siméon d'après Sophocle, mise en en scène de Christian Schiaretti, TNP : Ulysse
- 2013 : Lear is in Town de Frédéric Boyer et Olivier Cadiot, mise en scène de Ludovic Lagarde, Festival d'Avignon
- 2018 : La Reprise de Milo Rau, mise en scène de l'auteur, Festival d'Avignon